# Автошлях Т 0915
Автошлях Т 0915 — автомобільний шлях територіального значення в Івано-Франківській області. Проходить територією Коломийського та Косівського районів. Загальна довжина — 24 км.